# Klub Uljanik
Klub Uljanik je bio disco klub s najdužom tradicijom urbanog kluba na području bivše Jugoslavije, otvoren 1965. u Puli, a zatvoren početkom 2022. godine.
Klub se nalazio u Dobrilinoj ulici, u samom centru Pule odmah uz južnu stranu Mornaričkog kasina, uz sjeverozapadno podnožje Monte Zara.
Klub je imao tri dijela: mala i velika sala te prostrana ljetna terasa. Kako je klub prvenstveno bio rockerski nastrojen, u maloj sali se puštao lagani stariji strani rock i hrvatski hitovi (Prljavo kazalište, Hladno pivo, Gustafi...) te ponekad pokoja navijačka himna. U velikoj sali čuli su se zvuci dancea, R'n'B-a, techna, a pred kraj i hrvatskog rocka.
Mnogi popularni sastavi s prostora bivše Jugoslavije svirali u Uljaniku, samo neki od kojih su: Idoli, Ekatarina Velika, Partibrejkersi, Majke, Rambo Amadeus, Gustafi, Let3, Parni valjak, Haustor, Azra itd.
Klub Uljanik zatvorio je svoja vrata 15. siječnja 2022. godine, nakod raskida ugovora o najmu.
Danas se na mjestu kultnog kluba gradi novi gradski trg, na kojemu će se nalaziti bistro, poslovni prostori, restoran i eventualno hotel.

## Vanjske poveznice
- Službene stranice Kluba Uljanik  Arhivirana inačica izvorne stranice od 4. prosinca 2008. (Wayback Machine)
- [neaktivna poveznica]